# Palazzo Pignano
Pour les articles homonymes, voir Palazzo (homonymie).
Palazzo Pignano est une commune italienne de la province de Crémone, dans la région Lombardie.

## Administration
| Période                                  | Période | Identité | Étiquette | Qualité |
| ---------------------------------------- | ------- | -------- | --------- | ------- |
|                                          |         |          |           |         |
| Les données manquantes sont à compléter. |         |          |           |         |

### Hameaux
Scannabue, Cascine Capri, Cascine Gandini

### Communes limitrophes
Agnadel, Bagnolo Cremasco, Monte Cremasco, Pandino, Torlino Vimercati, Trescore Cremasco, Vaiano Cremasco